# Sint-Salvatorbasiliek (Prüm)
De Sint-Salvatorkerk (Duits: Sankt-Salvator-Basilika) is een basilica minor in de Duitse Eifelstad Prüm. De kerk is gewijd aan de Verlosser en de Transfiguratie van Christus en is een voormalige kloosterkerk van een abdij die werd gesticht door de orde der benedictijnen.

## Geschiedenis
De kloosterkerk werd in het jaar 1721 met gebruik van oudere bouwdelen (de noordelijke toren uit de 15e eeuw) in opdracht van de keurvorst van Trier Frans Lodewijk van Palts-Neuburg gebouwd. In het jaar 1794 werden de monniken verdreven en het klooster als gevolg van de secularisatie opgeheven. Vanaf 1802 werd de abijkerk een gewone parochiekerk.
Tijdens de afbraak van het oude hoogaltaar in 1860 ontdekte men de beenderen van Keizer Lotharius en de relieken van de martelaren Primus en Felicianus. Met financiële ondersteuning van keizer Wilhelm I werd voor het gebeente en de relieken een grafmonument opgericht. Artsen en apothekers van de stad schonken in 1896 een nieuwe schrijn voor de relieken van de Heilige Drie Heelmeesters. In 1896 werd een nieuw schrijnaltaar voor de sandalen van Christus opgericht. De kerk kreeg in 1927 een barok altaar uit een karmelietenkerk in Bad Kreuznach.
Op 16 september 1944 werd de stad Prüm doel van Amerikaanse artilleriebeschietingen. Met name sinds 23 december namen in het kader van het Ardennenoffensief de bombardementen toe. De voormalige abdijgebouwen werden zwaar beschadigd en op kerstavond stortten vlak voor de Kerstnachtdienst de gewelven van het middenschip en rechter zijschip in.
In het jaar 1950 werd de herbouw van de kerk voltooid. Paus Pius XII verleende de voormalige kloosterkerk in hetzelfde jaar de eretitel basiliek.

## Architectuur
De in 1721-1730 gebouwde kerk is een, in eenvoudig barokke stijl uitgevoerde, drieschepig bouwwerk van bontzandsteen uit het Kylldal. Het koor is met drie traveeën verlengd. De basiliek is ongeveer 65 meter lang en 28 meter breed. Twee torens van 62 meter hoogte bekronen het westwerk. Tussen de torens bevindt zich een gevel die wordt bekroond met beelden van de heilige Benedictus, de Heiland en de heilige Scholastica. Onder de geveltop bevindt zich op centrale plek een schelpnis met een Madonnabeeld. In de nissen tussen de hoofdportalen staan beelden van koning Pepijn en Karel de Grote.

## Inrichting
Door plunderingen, openbare veilingen na de onteigening in 1794 alsmede de oorlogsverwoestingen van 1944-1945 is er van het originele interieur weinig overgebleven. Geleidelijk aan werd het huidige interieur weer opgebouwd. Bezienswaardig zijn:
- Het barokke hoogaltaar uit 1727 (afkomstig uit de Sint-Nicolaaskerk van Bad Kreuznach);
- het tot het oorspronkelijke interieur behorende koorgestoelte uit 1731;
- de uit een oudere kerk op dezelfde plaats afkomstige stenen kansel;
- het grafmonument voor keizer Lotharius I;
- een grafleggingsgroep uit de 18e eeuw;
- de orgelgalerij van 1730 (oorspronkelijk interieur);
- het schrijnaltaar voor de sandalen van Christus (19e eeuw);
- het reliquarium van de Heilige Drie Heelmeesters (19e eeuw);
- het Maria- en Jozefaltaar (zijaltaren uit de 18e en 19e eeuw);
- een laatgotisch passiealtaar;
- grafplaten van de abt Robert von Virneburg (1476–1513) en vrouwe Franziska von Rodemachern (1423-1483);
- het orgel in een historische orgelkas dateert van de jaren 70 uit de vorige eeuw.

## Afbeeldingen

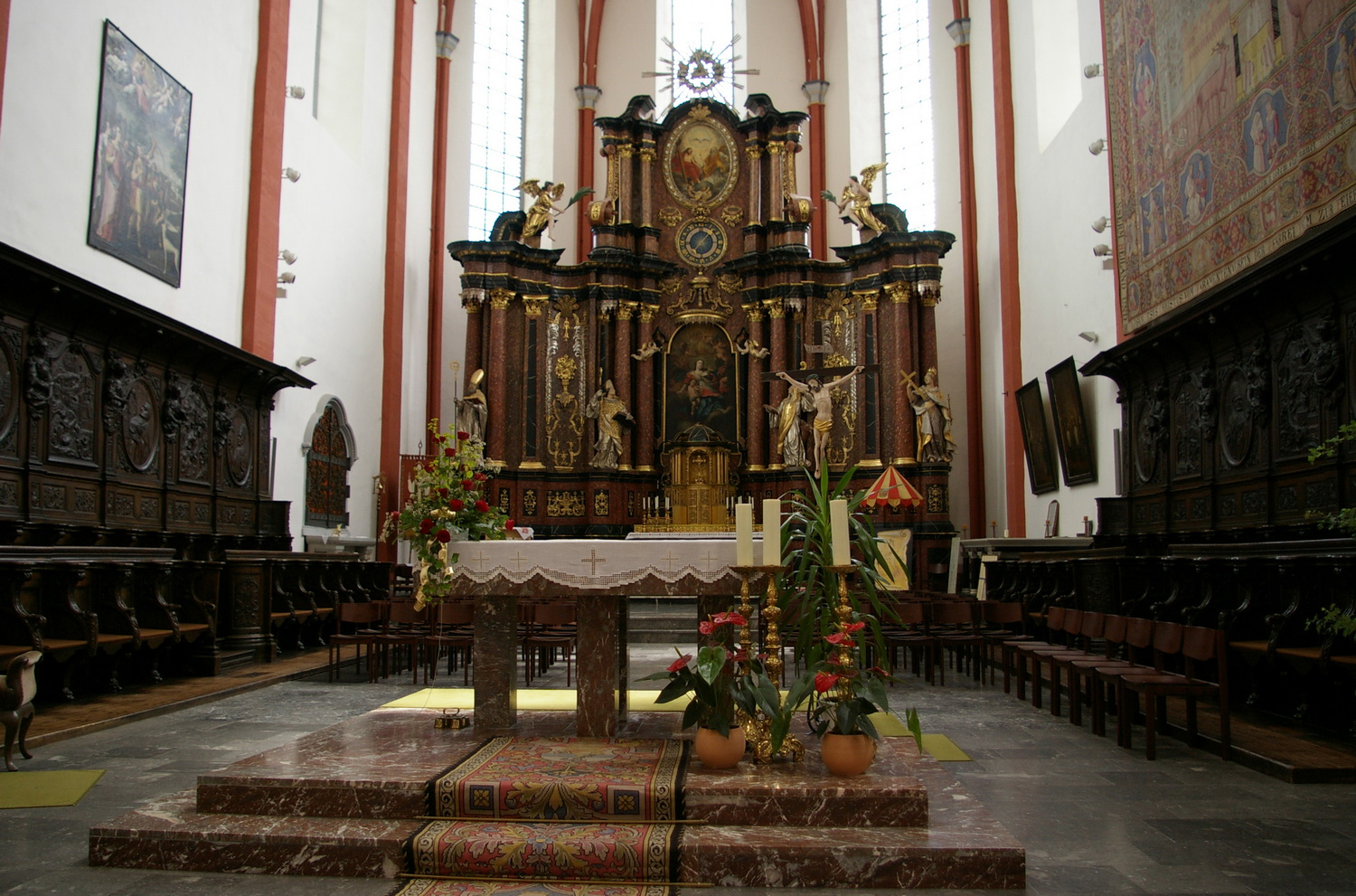
Hoofdaltaar
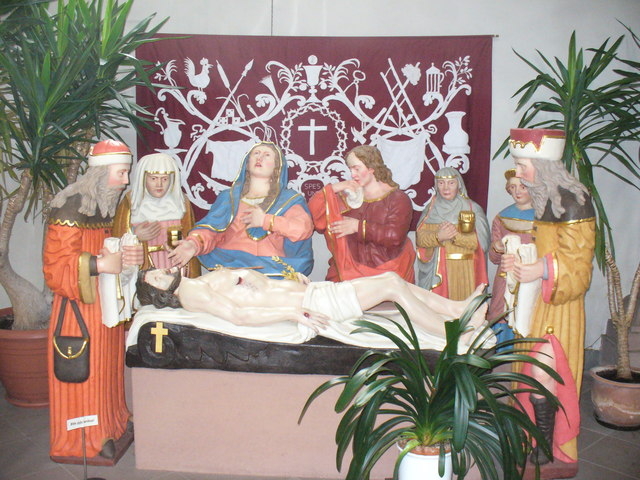
Grafleggingsgroep
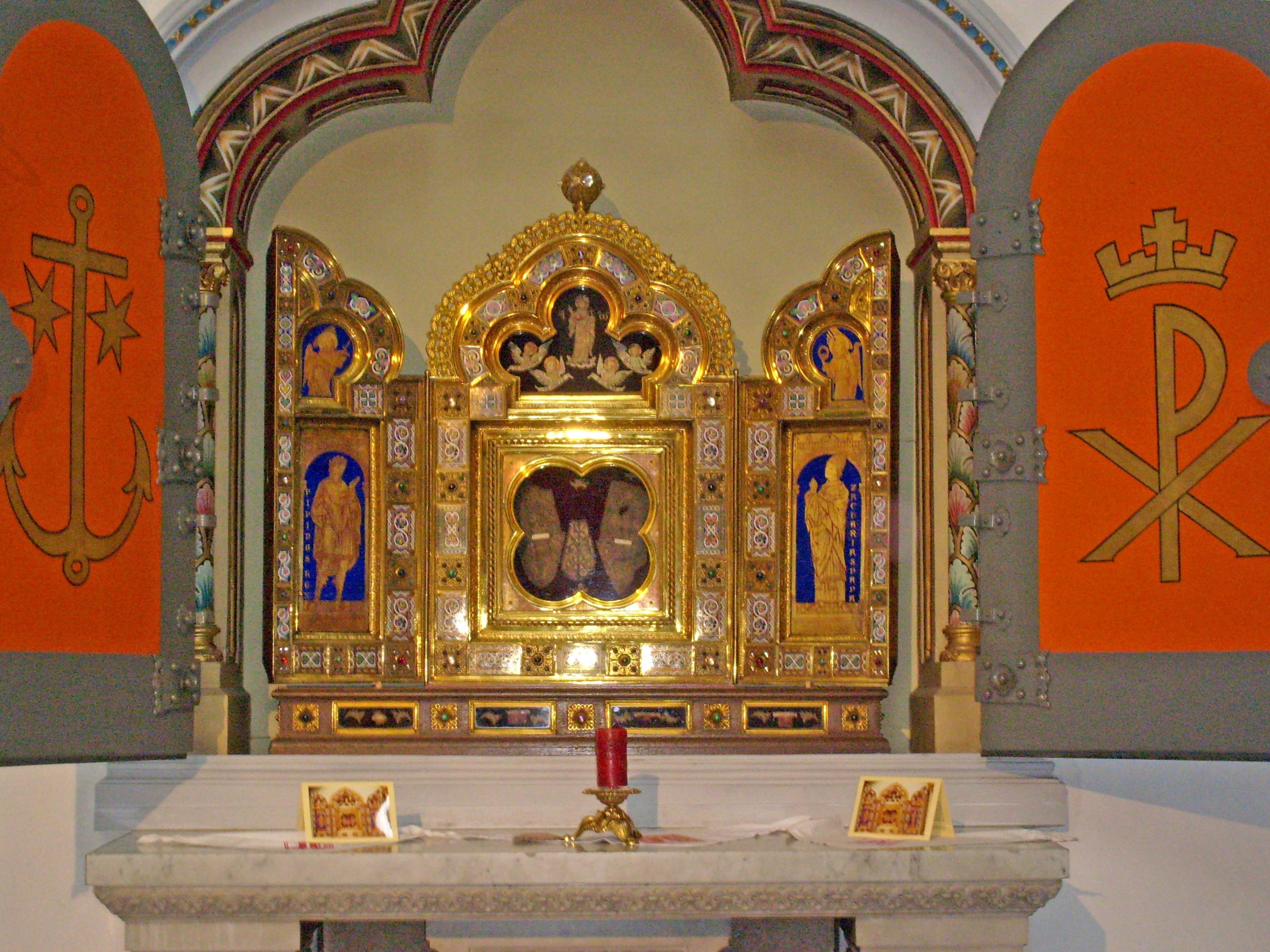
Reliekschrijn voor de sandalen van Christus
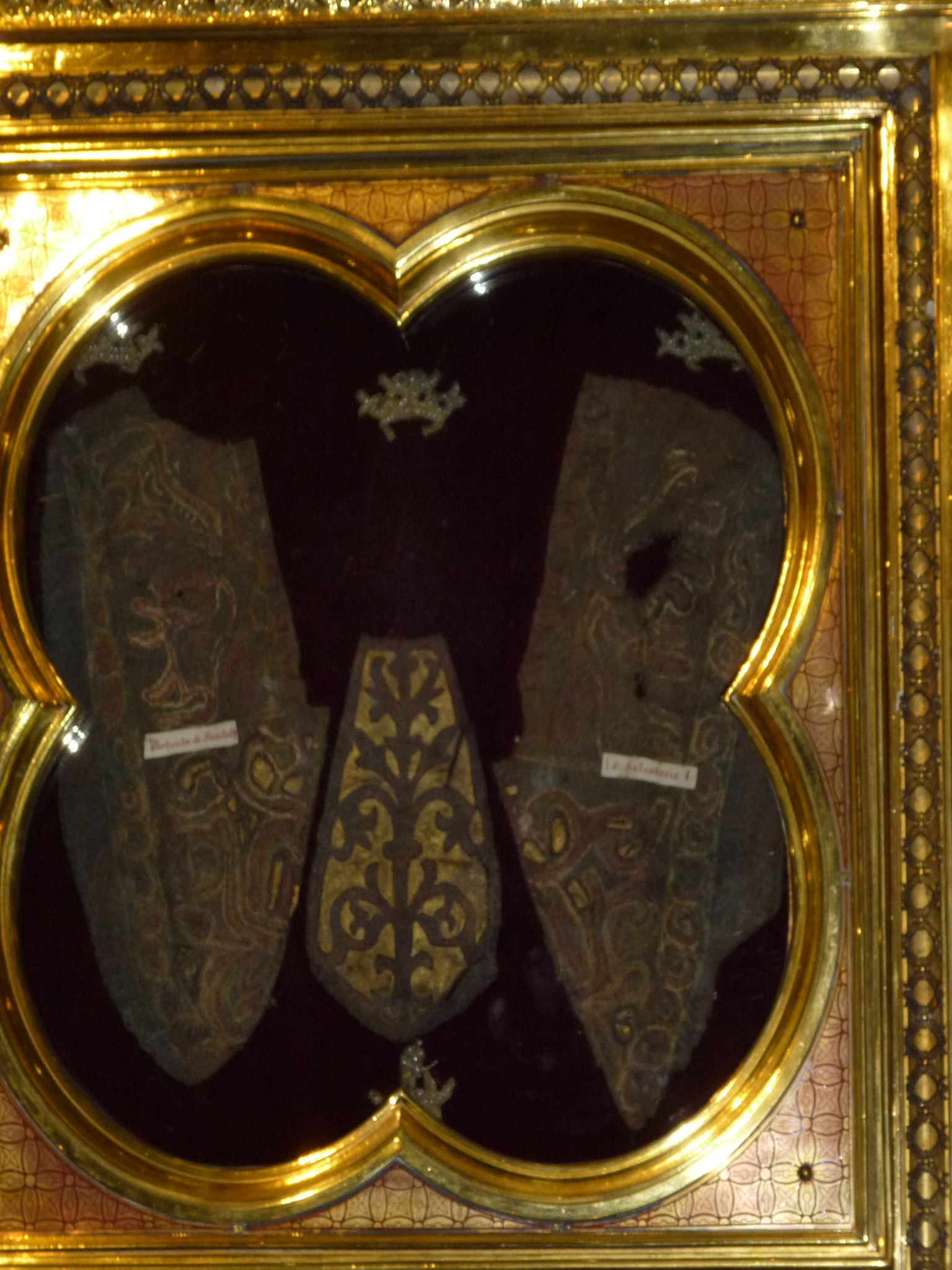
Sandalen van Christus
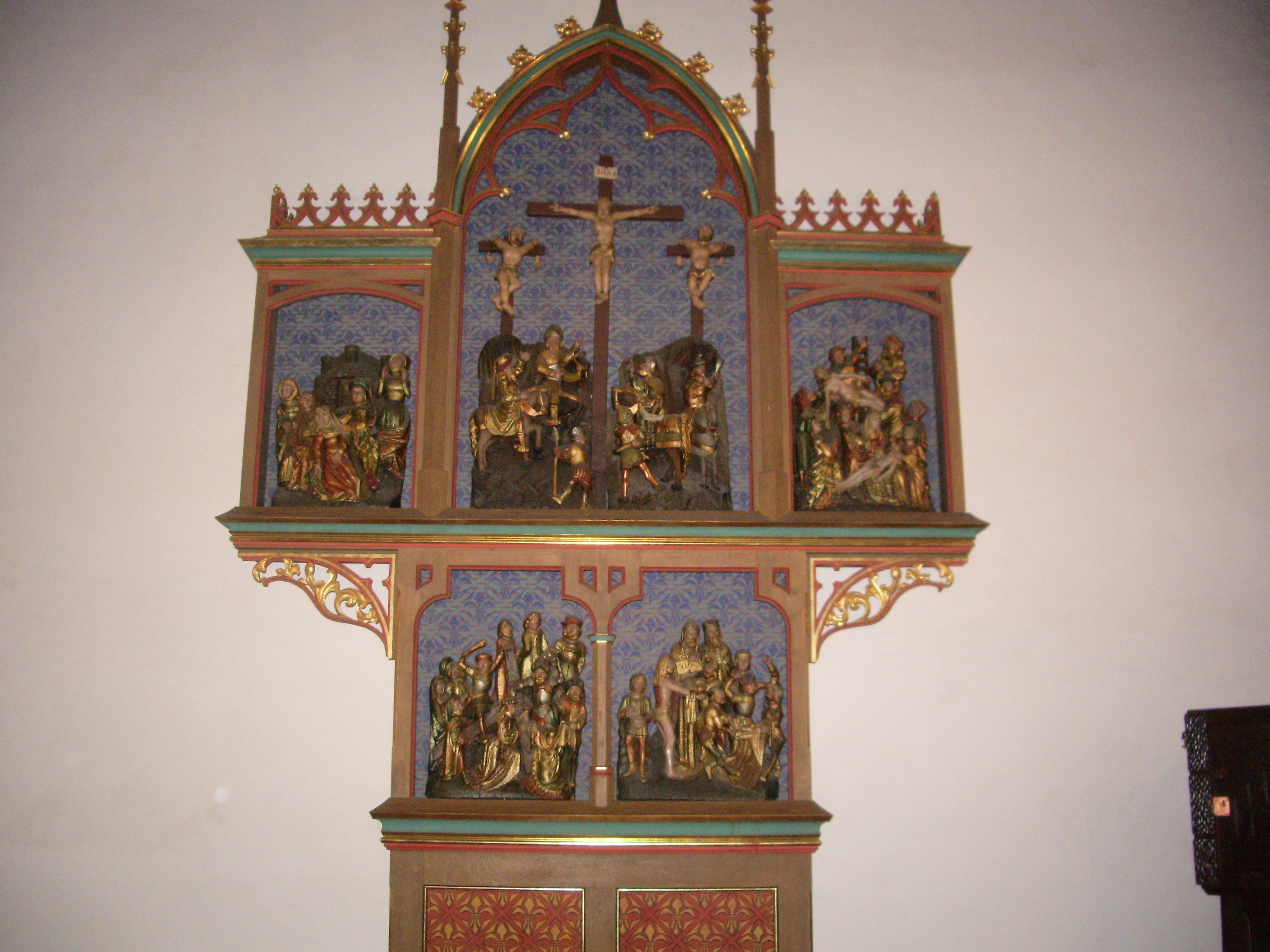
Reliquarium van de Heilgie Drie Geneesheren
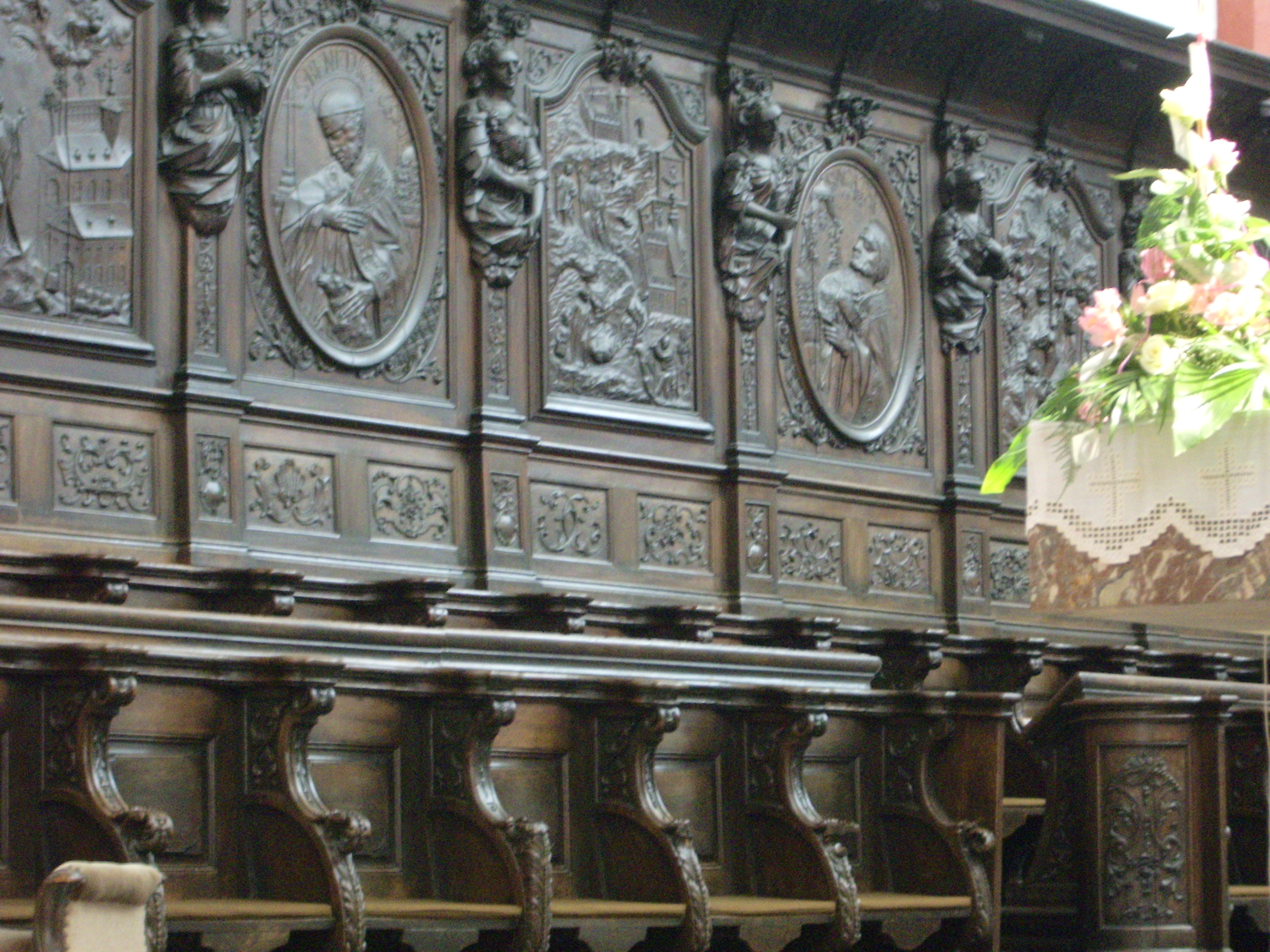
Koorgestoelte